# Walter Buchberger

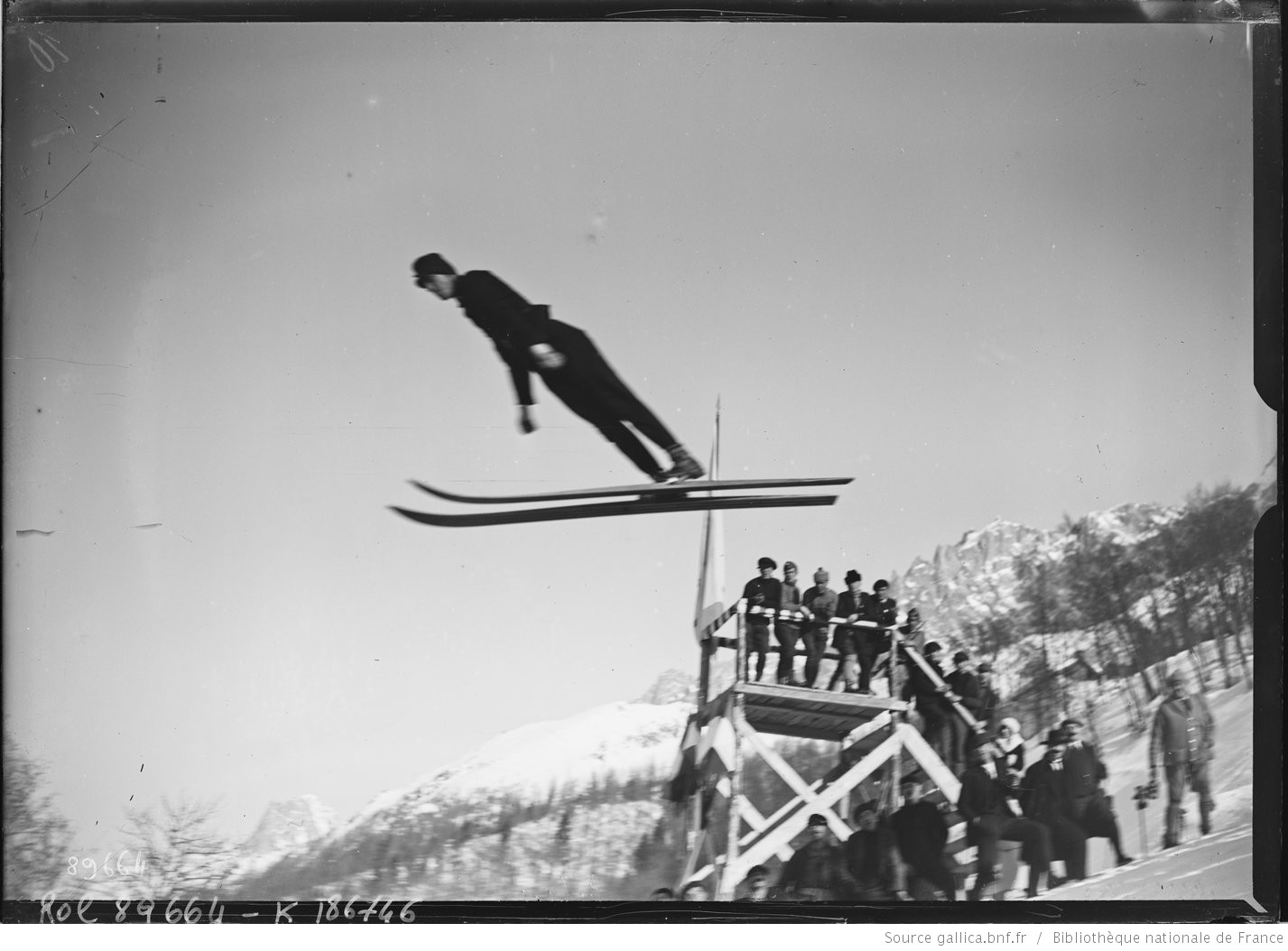
Buchberger under vinter-OS 1924.

Walter Buchberger, född 24 mars 1895 i Österrike-Ungern, död 1 september 1970 i Marktoberdorf, Västtyskland, var en tjeckoslovakisk utövare av nordisk kombination som tävlade under 1920-talet. Han deltog i OS 1924 och kom på sjunde plats. Fyra år senare i OS 1928 kom han på artonde plats.